# Caabi El-Yachroutu Mohamed
Caabi El-Yachroutu Mohamed (ur. 1948) – komoryjski polityk, premier kraju (1995–1996), tymczasowy prezydent Komorów (1995–1996), wiceprezydent (2002–2006).

## Życiorys
Minister finansów, a od 1995 również premier Komorów wskazany przez prezydenta Saida Mohameda Djohara na jego następcę.